# Stirlingia
Stirlingia es un género de árboles perteneciente a la familia Proteaceae. Es originario de Australia Occidental.

## Taxonomía
Stirlingia fue descrito por Stephan Ladislaus Endlicher y publicado en Genera Plantarum 339. 1837. La especie tipo es: Stirlingia tenuifolia Steud. 

## Especies
- Stirlingia acutifolia Endl.
- Stirlingia affinis Meisn.
- Stirlingia anethifolia Endl.
- Stirlingia capillifolia Meisn.
- Stirlingia divaricatissima A.S.George
- Stirlingia intricata Meisn.
- Stirlingia latifolia Steud.
- Stirlingia paniculata Lindl.
- Stirlingia seselifolia Domin
- Stirlingia simplex Lindl.
- Stirlingia tenuifolia (R.Br.) Steud.
- Stirlingia teretifolia Meisn.